# Кезуни
Кезуни (мађ. Kálizok) или Хозроји cу eтничка група иранских муслимана из 9—13. вијека. Њихово име потиче од Хaрезмa њиховог мјеста поријекла, по којима се и Каспијско језеро угарском етимологијом некада звало Хвалиско језеро.

## Етимологија у писаним изворима
Иларион Руварац у свом раду „Монтенегрина, прилошци историји Црне Горе” објашњава етимологију о поријеклу ријечи Кезуни: „У угарским староставним књигама називљу се Кализи, а Срби их запамтили под именом Кезуна”. „Ту је било (осим Српске војске) неколико чета угарске коњице, које несу биле од велике вајде у врлетним и брдовитим местима и нешто Хозројa мухамеданаца ханевидске Јереси, који се називају, у угарским споменицама, Кализи, а код Срба су запамћени под именом Кезуна”. „Вероватно, после шареничке битке: они су заостали и настанили се около Таре, Пиве и Дрине, а једно њин назив Кализ, а друго — они нису знали сраски и на говор само се осме/кивао, кезио, и добили име Кезуни”.
Aрапcки путник и географ Абу Хамид ел Гарнати их помиње као Угарскe муслимане, док познати историчар Лајош Стромер Талоци у свом дјелу „Аустроугарска и Балканске земље” пише о почетку босанског Баната, миграцијама Кезунa и централизовању у Јајцу и Травнику. Архивирано на веб-сајту  (26. август 2014).
Кезунима су се подругљиво у Горњем Милановцу називали досељеници из Сјенице, Јавора, Нове Вароши, Пријепоља и Пљеваља, а део града у коме су живели називао се Кезун-мала.